# Chuck Girard
Chuck Girard (27 de agosto de 1943, 11 de agosto de 2025) é um músico americano, considerado um pioneiro da música cristã contemporânea. Em 1970, a partir de seu encontro pessoal com a fé cristã, Girard se tornou um dos pioneiros do Jesus Movement. Girard, junto com John Mehler, se tornou membro fundador do Love Song, um dos primeiros grupos de Jesus Music nos Estados Unidos. 
Em 1975, Girard se tornou um artista solo após deixar o Love Song. Ele escreveu e executou as músicas "Sometimes Alleluia" e "Rock 'N' Roll Preacher"; ambas foram apresentadas em seu álbum de estreia Chuck Girard. 
Em junho de 2024, Girard anunciou que havia sido diagnosticado com câncer em estágio 4.